# Steinölsa
Steinölsa (obersorbisch Kamjentna Wólšinka) ist ein Ortsteil der Gemeinde Quitzdorf am See im sächsischen Landkreis Görlitz.

## Geographie
Steinölsa liegt etwa drei Kilometer westlich des Stausees Quitzdorf in der Berglandschaft der Hohen Dubrau, die sich südlich des Ortes erhebt.
Umgebende Ortschaften sind Mücka im Norden, Horscha und Sproitz im Nordosten, Kollm im Südosten, Groß Radisch im Süden, Weigersdorf im Südwesten, Leipgen im Westen sowie Oelsa und Förstgen im Nordwesten.

## Geschichte
Urkundlich erstmals erwähnt wird Stein Öllß 1528 in den Budissinischen Lehnsakten.
Nach 180-jähriger Zugehörigkeit zu Sachsen lag Steinölsa 1815 in dem Teil der Oberlausitz, den das Königreich Sachsen infolge des Wiener Kongresses an das Königreich Preußen abtreten musste. Im Folgejahr wurde die Gemeinde dem neuen Landkreis Rothenburg (Ob. Laus.) eingegliedert.
Im Jahr 1847 erfolgte die Umpfarrung von der Gebelziger zur Kollmer Kirche. In Kollm wurden die Schüler auch unterrichtet, bis Steinölsa 1913 einen eigenen Lehrer erhielt.
Die 1926/1927 erbaute Schule brannte im April 1945 durch Kriegseinwirkungen aus. Durch die Verwaltungsreform von 1952 wurde die Gemeinde dem Kreis Niesky zugeordnet.
Obwohl die Landwirtschaftliche Produktionsgenossenschaft (LPG) erst 1960 gegründet wurde, war Steinölsa das zweite vollgenossenschaftliche Dorf des Kreises.
Im Kreis Niesky erfolgten 1973 mehrere Eingemeindungen, unter anderem wurde Steinölsa nach Sproitz eingegliedert.
1991 wurde eine Indianerranch eröffnet, auf der das Leben der amerikanischen Ureinwohner dargestellt und nachempfunden wird.
Am 1. März 1994 schlossen sich die Gemeinden Kollm und Sproitz zur Gemeinde Quitzdorf am See zusammen, wodurch Steinölsa ein Ortsteil dieser wurde.

### Bevölkerungsentwicklung
| Jahr | Einwohner |
| ---- | --------- |
| 1825 | 109       |
| 1863 | 206       |
| 1871 | 206       |
| 1885 | 176       |
| 1905 | 193       |
| 1925 | 222       |
| 1939 | 195       |
| 1946 | 280       |
| 1950 | 257       |
| 1964 | 201       |
| 1971 | 193       |
| 1999 | 151       |
| 2002 | 153       |
| 2014 | 145       |

Bei der Landesexamination im Jahr 1777 wurden für Steinölsa 1 besessener Mann, 4 Gärtner und 8 Häusler gemeldet.
Zwischen 1825 und 1925 verdoppelte sich die Einwohnerzahl von 109 auf 222, danach war bis zum Kriegsanfang ein leichter Rückgang festzustellen. Nach Kriegsende wurden Flüchtlinge und Vertriebene aufgenommen, so dass die Einwohnerzahl auf 280 im Oktober 1946 anstieg. In den folgenden 25 Jahren war ein deutlicher Rückgang zu verzeichnen, so dass 1971 nur noch 193 Einwohner erfasst wurden. Dreißig Jahre später hatte Steinölsa rund 150 Einwohner.
Noch im 19. Jahrhundert stellten die Sorben einen großen Anteil der Bevölkerung. 1863 waren 125 der 206 Einwohner Sorben (61 %), um 1880 ermittelte der sorbische Wissenschaftler Arnošt Muka unter den 188 Einwohnern immerhin noch 100 Sorben (53 %).

### Ortsname
Der Ortsname -ölsa leitet sich wie beim benachbarten Oelsa und dem nordwestlich bei Klitten liegenden Klein-Oelsa vom altsorbischen Ol’šina ‚Erlenwald‘ (obersorbisch wólšina) ab.
Urkundlich überlieferte Formen des Ortsnamens sind unter anderem Stein Öllß (1528), Klein-Oelsa (1638), Stein Oelsa (1732) und Steinölsa (1842). Der Zusatz Stein- dient der Unterscheidung vom Nachbarort und bezieht sich auf seine Lage am steinigen Kolmberg.
Im Rahmen der Germanisierungspolitik slawischstämmiger Ortsnamen erhielt der Ort 1936 – wie auch Oelsa und Klein-Oelsa – einen neuen Namen. Im Gegensatz zu den beiden anderen Orten wurde bei der Änderung von Steinölsa zu Steinerlen lediglich das Grundwort übersetzt. 1947 erfolgte, wie bei den meisten umbenannten Orten des Landkreises Rothenburg, die formelle Rückbenennung.
Der sorbische Ortsname ist schriftlich als Kamentna Woleschniczka (1800), Wolschinka (1835), Kaḿjeńtna Wólšinka (1831) und Kamjeńtna Wólšinka (1959) überliefert. Neben dem zusätzlichen Namenspräfix unterscheidet sich der Ortsname noch durch das Verkleinerungssuffix -k vom sorbischen Namen des Nachbarortes Oelsa (Wolšina).